# Agopsowiczowie herbu Hasso
Agopsowiczowie herbu Hasso – polski ród szlachecki pochodzenia ormiańskiego, biorący swój początek od żyjącego w XVIII w. Agopa (Jakuba) Hasso, syna Waleriana.
Agopsowiczowie wylegitymowali się ze szlachectwa w zaborze austriackim w 1814 r. w Wydziale Stanów we Lwowie.

## Członkowie rodu
- Józef Hasso-Agopsowicz – ziemianin galicyjski
- Kazimierz Agopsowicz – właściciel ziemski, przedsiębiorca i działacz gospodarczy, ofiara zbrodni katyńskiej.